# Ponerinae
Sous-famille
Tribus de rang inférieur
- tribu Amblyoponini
- tribu Ectatommini
- tribu Paraponerini
- tribu Platythyreini
- tribu Ponerini
- tribu Proceratiini
- tribu Thaumatomyrmecini
- tribu Typhlomyrmecini

Les Ponerinae sont une sous-famille de fourmis, regroupant 1 800 espèces réparties en 49 genres.

## Liste partielle des genres
Cette liste partielle reflète la classification traditionnelle. Depuis, la sous-famille des Ponerinae a été divisée en plusieurs sous-familles (voir l'article de Wikipedia en anglais).
- Anochetus
- Belonopelta
- Brachyponera
- Buniapone
- Cerapachys
- Diacamma
- Dinoponera
- Discothyrea
- Ectomomyrmex
- Euponera
- Fisheropone
- Harpegnathos
- Hypoponera
- Leptogenys
- Mayaponera
- Myopias
- Neoponera
- Odontomachus
- Odontoponera
- Ophthalmopone
- Pachycondyla
- Paltothyreus
- Platythyrea
- Plectroctena
- Ponera
- Pseudoneoponera
- Pseudoponera
- Streblognathus